# Rzymy-Rzymki
Rzymy-Rzymki – wieś w Polsce położona w województwie lubelskim, w powiecie łukowskim, w gminie Łuków.
Pod względem fizycznogeograficznym wieś znajduje się na Równinie Łukowskiej, niedaleko cieku o nazwie Stanówka, dopływu Bystrzycy Północnej.
Do 11 października 1973 w gminie Ulan-Majorat.
W latach 1975–1998 miejscowość administracyjnie należała do województwa siedleckiego.
Wieś stanowi sołectwo w gminie Łuków. Według danych z 30 czerwca 2013 roku wieś liczyła 194 mieszkańców.
Wierni Kościoła rzymskokatolickiego należą do parafii św. Małgorzaty w Ulanie-Majoracie lub do parafii św. Andrzeja Boboli w Gąsiorach.